# 科里登章克申
科里登章克申（英語：Corydon Junction）是位於美國印地安納州哈里森縣的一個非建制地區。